# Sungha Jung
En aquest nom coreà, el cognom és Sungha.
Sungha Jung (Cheongju, 2 de setembre de 1996) és un músic sud-coreà especialitzat en guitarra acústica fingerstyle que ha pujat a la fama des de YouTube i altres llocs webs. Jung crea versions i arranjaments acústics, normalment d'oïda i/o mirant vídeos, i compon cançons originals, les quals toca i penja en línia. Sovint se'l descriu com un prodigi de la guitarra, tot i que prefereix que se'l conegui com a "guitarrista" en lloc de "prodigi". El 2010 el seu canal tenia més de 222 milions de visites i més de 335.000 subscriptors. Al 2020 supera les 1.800 milions de visites i els 6.480.000 subscriptors.

## Biografia
Jung es va interessar per la guitarra després de veure tocar el seu pare. Va trobar tocar la guitarra del seu pare més interessant que el piano, que ja estava aprenent. El pare de Jung li va ensenyar els conceptes bàsics i, després d'aprendre'ls, va desenvolupar molt la seva habilitat només intentant reproduir el que sentia. Quan tenia dificultat, estudiava vídeos en línia. Jung va tocar fingerstyle quan el seu pare va descobrir la tècnica a Internet. El seu primer "ídol" va ser el guitarrista Kotaro Oshio, de qui va començar a interessar-se per la guitarra fingestyle. Al principi la mare i l'àvia de Jung desaprovaven el "soroll" que feien Jung i el seu pare, però van arribar a entendre-ho com el seu do.
Trace Bundy va trobar un vídeo de Sungha Jung, de 9 anys, interpretant la seva versió del Cànon de Pachelbel. El vídeo va impressionar a Bundy ja que era una versió molt difícil. Després de veure el talent de Jung, Bundy va fer dues gires per Corea del Sud, i les dues vegades es va posar en contacte amb Jung. Durant les actuacions de Bundy trucava a Jung a l'escenari i tocaven el cànon junts a l'uníson. El 2009 Trace Bundy va volar Jung als Estats Units i els dos van fer una gira per la costa oest dels Estats Units. Des de llavors, els dos han tocat junts sovint.
Poc després del seu primer vídeo a Internet, va obtenir molts seguidors, als quals va demanar consell sobre la seva interpretació. La seva versió del tema musical de Pirates del Carib va fer de Jung una sensació d'internet i la seva manera de tocar va cridar l'atenció de guitarristes de renom mundial, que van trobar impressionants les versions de les seves cançons. Des de llavors, Jung ha tocat diverses vegades a l'escenari amb ells. Jung va rebre lliçons de guitarra de Hata Shuji, un conegut guitarrista japonès de jazz. També ha estat tutoritzat pel guitarrista alemany Ulli Bögershausen, a qui Jung s'ha referit com la seva inspiració musical, i de qui va aprendre molt sobre la composició i l'arranjament.
En un vídeo, va recomanar el "mètode AllEars" per a aquells a qui els agrada el seu estil de tocar la guitarra i que volen aprendre'l. A més de la guitarra saxona i la guitarra clàssica, ha estat enregistrat tocant guitarra de dotze cordes, guitarra elèctrica, ukelele, guitarlele, arpa ukelele i piano. També ha cantat en directe, com quan va cantar Falling Slowly en un concert a Bangkok. A part de coreà, Jung parla anglès, que va estudiar per poder comunicar-se durant concerts a l'estranger.

### Guitarres

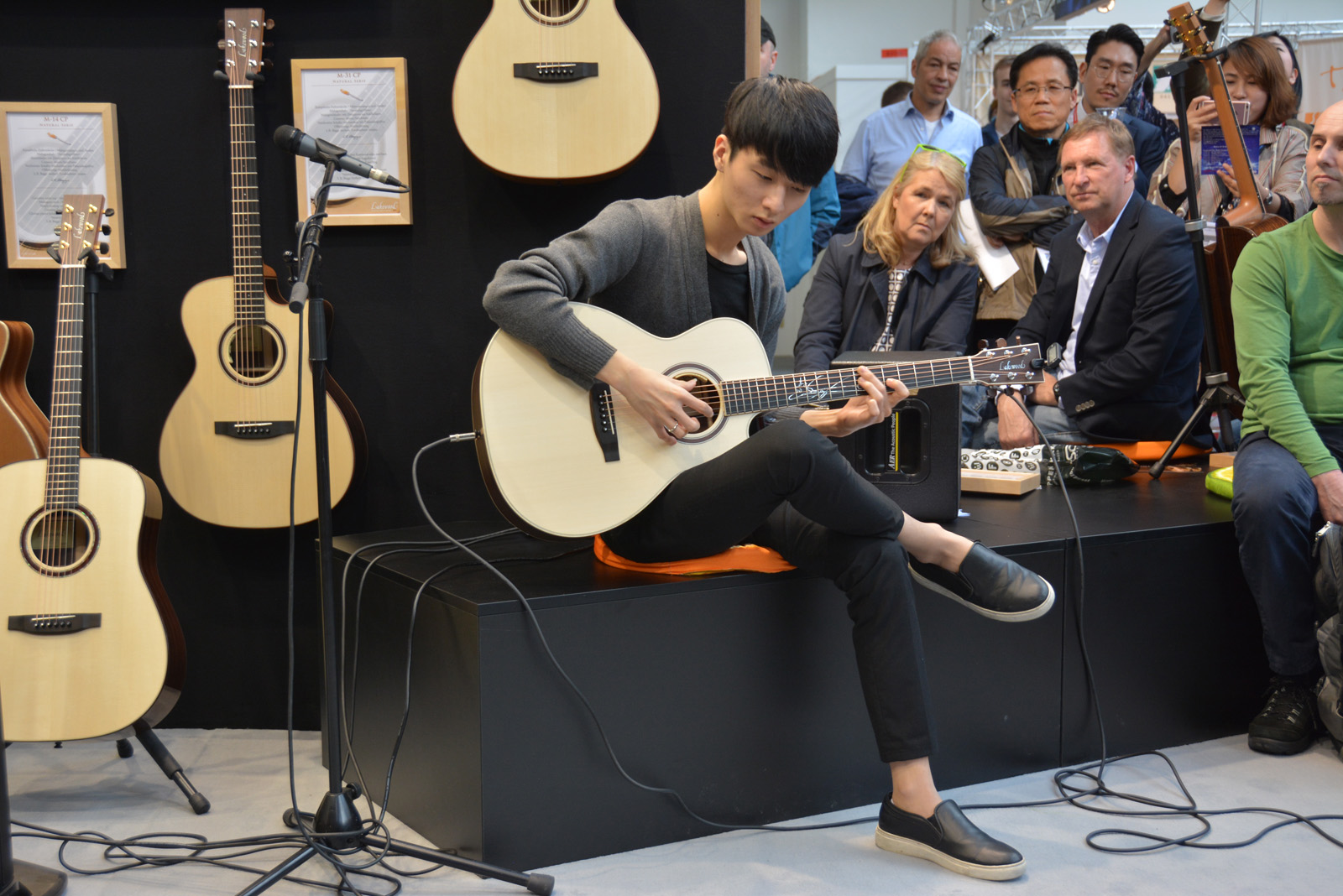
Sungha Jung a la Musikmesse Frankfurt 2016.

Jung va rebre la seva primera guitarra als nou anys, una guitarra de fusta contraxapada molt grossa que costava menys de 60 dòlars. En descobrir l'habilitat de Jung amb la guitarra semblant a una joguina, el seu pare va decidir comprar-ne una de millor -una Cort Earth900. Jung va començar a tocar seriosament amb aquesta guitarra. La seva tercera guitarra era un model Selma "All Spruce" de mida petita, feta a mida, sobre la qual Thomas Leeb va escriure "KEEP ON GROOVING! TO MY FRIEND, THOMAS LEEB" (continua creixent! pel meu amic, Thomas Leeb). El 2009, amb l'ajut de Ulli Bögershausen, va establir el patrocini de Lakewood Guitars i actualment toca instruments model Lakewood Signature.

### Pràctica i gravació
El temps de pràctiques diàries de Jung quan era petit era d'una a dues hores quan hi havia escola i fins a tres hores durant les vacances escolars. Jung solia trigar una hora a esbrinar les notes i tocar una peça, i normalment utilitzava cinc hores a practicar-la abans de gravar-la. No obstant això, per fer les seves camçons millors i més precises, de tant en tant passava des d'un parell de dies fins a un mes practicant.

### Actuacions
Sungha va aparèixer a una cançó de l'àlbum en solitari de Narsha, membre de Brown Eyed Girls, anomenada I'm In Love el 2010, on tocava la guitarra. El 2011 va actuar als EUA amb Trace Bundy, i també va fer una gira per Escandinàvia i el Japó. El 2012 va fer una col·laboració amb 2NE1. Sungha va fer versions acústiques dels èxits del grup Lonely i I Love You. Més tard va participar en directe al G-Dragon de BIGBANG; That XX va ser la cançó que va tocar. Va interpretar "I'm Yours" amb Jason Mraz, que va descriure Jung com «amazing» (increible) i el seu «heroi», el 2013. Jung va interpretar a Ahn Hyeok a la pel·lícula coreana del 2011, Susanghan Gogaekdeul (수상한 고객들).

## Àlbums
- | • Perfect Blue (juny 2010)                                                                                                                                                                                                                                                                                                                                                                          |
| --- |
| 1. Hazy Sunshine [4:40] 2. Billie Jean [3:37] 3. One Of Us [3:52] 4. California Dreaming [2:37] 5. Love Of My Life [3:44] 6. Fields Of Gold [3:20] 7. Superstition [4:30] 8. Perfect Blue [3:12] 9. More Than Words [3:14] 10. Livin' On A Prayer [3:30] 11. A Whiter Shade Of Pale [3:21] 12. Wake Me Up When September Ends [4:58] 13. Twist In My Sobriety [3:32] 14. I Believe I Can Fly [4:04] |
- | • Irony (setembre 2011)                                                                                                                                                                                                                                                                                                                                                                             |
| --- |
| 1. Hazy Sunshine [4:40] 2. Billie Jean [3:37] 3. One Of Us [3:52] 4. California Dreaming [2:37] 5. Love Of My Life [3:44] 6. Fields Of Gold [3:20] 7. Superstition [4:30] 8. Perfect Blue [3:12] 9. More Than Words [3:14] 10. Livin' On A Prayer [3:30] 11. A Whiter Shade Of Pale [3:21] 12. Wake Me Up When September Ends [4:58] 13. Twist In My Sobriety [3:32] 14. I Believe I Can Fly [4:04] |
- | • The Duets (desembre 2012)                                                                                                                                                                                                                                                                                                                                                                                                                                                  |
| --- |
| 1. Change The World (Eric Clapton) - amb Akihiro Tanaka 2. Wayfaring Stranger (Tradicional) - amb Shun Komatusbara 3. Ob-La-Di, Ob-La-Da (Beatles) - amb Masa Sumide 4. Perfect Blue (Sungha Jung) - amb Rynten Okazaki 5. La Belle Dame Sans Regrets (Sting) - amb Aki Miyoshi 6. Hazy Sunshine (Sungha Jung) - amb Akihiro Tanaka 7. Shape Of My Heart (Sting) - amb Shun Komatusbara 8. Kokomo (Beach Boys) - amb Masa Sumide 9. Irony (Sungha Jung) - amb Rynten Okazaki |
- | • Paint It Acoustic (abril 2013)                                                                                                                                                                                                                                                                                                                                                                      |
| --- |
| 1. Felicity 2. The Phantom Of The Opera (Procedent de "The Phantom Of The Opera") 3. Sorry 4. Friends 5. On A Brisk Day 6. I Remember You 7. Nostalgia 8. With Or Without You (U2) (amb Trace Bundy) 9. Opening-Jinseino Merry Go Round (From "Howl'S Moving Castle") 10. Gravity 11. Hot Chocolate 12. Monster (Bigbang) 13. Fanoe (amb Ulli Boegershausen) 14. Coming Home (amb Ulli Boegershausen) |
- | • Monologue (abril 2014)                                                                                                                                                                                                      |
| --- |
| 1. First Step 2. The Milky Way 3. Sunset In Paris 4. Lost In Memories 5. Flaming 6. Carrying You (procedent de "Laputa : Castle In The Sky") 7. Walking On Sunday 8. Present 9. Sprint 10. Mellow Breeze 11. Mosaic 12. Again |
- | • Two of Me (maig 2015)                                                                                                                                                                                                                             |
| --- |
| 1. Prelude / April 1:45 2. Riding A Bicycle 3:43 3. Backpacking 3:52 4. Waiting 4:51 5. Carol In Spring 3:57 6. Harmonize 4:17 7. Stars 3:57 8. Fairy Tale 3:56 9. Late Autumn 3:27 10. Wild And Mild 4:36 11. Summer Break 4:32 12. Rainy Day 3:29 |
- | • L'Atelier (maig 2016)                                                                                                                                                                                     |
| --- |
| 1. On Cloud Nine 3:29 2. L'Atelier 4:51 3. In The Midnight 3:45 4. Siesta 3:10 5. Fly Away 4:33 6. Catching The Beat 2:58 7. Seventh #9 2:55 8. Every Now And Then 4:04 9. Nocturne 3:57 10. Take Five 3:28 |
- | • Mixtape (maig 2017)                                                                                                                                                                                                                                            |
| --- |
| 1. Isn't She Lovely 3:10 2. Don't Know Why 3:23 3. (They Long To Be) Close To You 3:48 4. Sunny 3:47 5. Tears In Heaven 4:21 6. Englishman In New York 3:54 7. Fly Me To The Moon 3:40 8. Lullaby Of Birdland 2:49 9. Autumn Leaves 3:28 10. Antonio's Song 4:40 |
- | • Andante (maig 2018)                                                                                                                                          |
| --- |
| 1. Etude 2:09 2. Kiss 4:56 3. Wedding Bell 4:57 4. Blue Day 3:37 5. Andante 4:38 6. Pit A Pat 3:50 7. Nighty Night 3:25 8. Vincent (Starry, Starry Night) 4:34 |
- Sungha Jung Cover Compilation 1 (abril 2019)
- Sungha Jung Cover Compilation 2 (abril 2019)
- Sungha Jung Cover Compilation 3 (abril 2019)
- Sungha Jung Cover Compilation 4 (maig 2019)
- Sungha Jung Cover Compilation 5 (juliol 2019)
- Sungha Jung Cover Compilation 6 (gener 2020)[25]
- | • Poetry (2022)                                                                                                                                          |
| --- |
| 1. Prologue 2. Dreaming 3. Rise 4. Photograph 5. The Ocean 6. Yuumi's Waltz 7. Neon 8. Dandelion 9. Winter Love 10. Cosmos 11. Starless Night 12. Encore |